# Rotonde ferroviaire d'Avignon
La rotonde ferroviaire d'Avignon est une rotonde ferroviaire située en France, sur le territoire de la commune d'Avignon, dans le département de Vaucluse, en région Provence-Alpes-Côte d'Azur.

## Historique
Après la seconde Guerre mondiale, la SNCF a dû reconstruire son patrimoine immobilier détruit, dont la rotonde pour locomotives à vapeur d'Avignon. Celle-ci faisait partie d'un ensemble de 19 remises à locomotives reconstruites entre 1946 et 1952 par le service des bâtiments de la SNCF dirigé par Paul Peirani et désignées Rotondes type P.
La conception de ces rotondes a été confiée à Bernard Lafaille. Pour permettre une réalisation rapide et économique, Bernard Lafaille a appliqué ses idées concernant l'économie des constructions et la préfabrication lourde avec une mécanisation du chantier.
La rotonde a été réalisée en béton armé. La toiture est un voile mince supporté par des poteaux. La façade extérieure a été réalisée avec des éléments préfabriquées en forme de V pour leur donner une inertie garantissant une grande résistance au flambement.
La rotonde de 107 m de diamètre a été réalisée entre avril et décembre 1946 par l'entrepreneur H. Gaillard.
Ce bâtiment sera le premier du genre et fera figure de prototype pour les constructions suivantes.
Son plan sera réadapté par des renfoncements à cause de la proximité de la rue.
Cette rotonde restera la seule de son type à présenter un bâtiment circulaire complet.
La rotonde SNCF d'Avignon a été inscrite au titre des monuments historiques le 28 décembre 1984.
La rotonde SNCF d'Avignon a reçu le Label « Patrimoine du XXe siècle » en 2001.

## Locomotives préservées
Actuellement, la rotonde SNCF accueille trois locomotives : la CC6570 (préservée par l'APCC6570 depuis 2005), la BB25660 (préservée par l'APCC6570 depuis 2016) et la BB25639 (préservée par l'APCC6570 depuis 2017).